# أحمد خالد موسى
أحمد خالد موسى (مواليد 14 سبتمبر 1986) هو مخرج أفلام مصري، تخرج من الأكاديمية الدولية لعلوم الاعلام، قسم إخراج سينمائي، وعمل على إخراج العديد من الأفلام والمسلسلات التلفزيونية.

## حياته
نشأ أحمد في عائلة فنية، تخرج من الأكاديمية الدولية لعلوم الإعلام قسم إخراج سينمائي، وعمل في بداية حياته كمساعد للمخرج رامي إمام في فيلمي كلاشنكوف وثمن دستة أشرار، ومع شريف عرفة في لحظات حرجة وبعد ذلك رشحه إياد نصار لإخراج مسلسل من الجاني، ثم بعدها قدم مسلسل بعد البداية مع طارق لطفى عام 2015، ثم قدم مسلسل الميزان مع غادة عادل، ونفس العام قدم المسلسل الخليجى «قلب العدالة»، ثم بعد ذلك مسلسل الحصان الأسود مع أحمد السقا، ثم أول تجاربه السينمائية فيلم هروب اضطراري

## أعماله

### أفلام
- 2017: هروب اضطراري
- 2020: لص بغداد
- 2021: 30 مارس

### مسلسلات
- 2015: من الجاني؟
- 2015: بعد البداية
- 2016: الميزان
- 2017: قلب العدالة
- 2017: الحصان الأسود
- 2018: أبو عمر المصري
- 2020: مملكة إبليس
- 2021: ملوك الجدعنة
- 2023: بابا المجال
- 2024: العتاولة

## روابط خارجية
- أحمد خالد موسى على موقع IMDb (الإنجليزية)
- أحمد خالد موسى على موقع قاعدة بيانات الأفلام العربية